# 广州大道
广州大道是位於中华人民共和国广东省广州市的一條主幹道，呈南北走向，双向八至十车道，中间设有绿化分隔带。北面起點由白云区同和街道開始，與同和路連接，南面終點在海珠區洛溪大橋，中間以广州大桥跨過珠江，全长约17.1公里。广州大道全段分为北、中、南三段，北段（广州大道北）全段位於白云区与天河区内，由同和街道开始，至先烈路、禺东西路止；中段（广州大道中）由先烈路、禺东西路开始，至广州大桥止；南段（广州大道南）全段均位於海珠区内，由广州大桥南端开始，至洛溪大桥止。

## 历史
1983年道路开始建设，1985年建成。1987年7月21日，广州市地名办文件因该道路经广州大桥，正式命名广州大道。1989年，分三期建设的道路全线贯通。

## 快速化
广州大道现时也在对白云段进行升级改造，通过设置跨线桥和立交桥，与高速道路连接，提高通行效率。2023年2月，华南快速路入口节点跨线桥建成通车。2024年1月，地面工程开放通车，白云段快速路改造项目全部完成。

## 与之交汇道路
道路顺序由北往南排列，粗体字为主干道
- 同和路
- 京溪路
- 兴华路
- 广园东路
- 先烈路、禺东西路
- 林和西横路
- 天河北路
- 水荫路
- 天河立交：环市东路、天河路
- 中山一立交：东风东路、中山一路、黄埔大道西、内环路A线入口

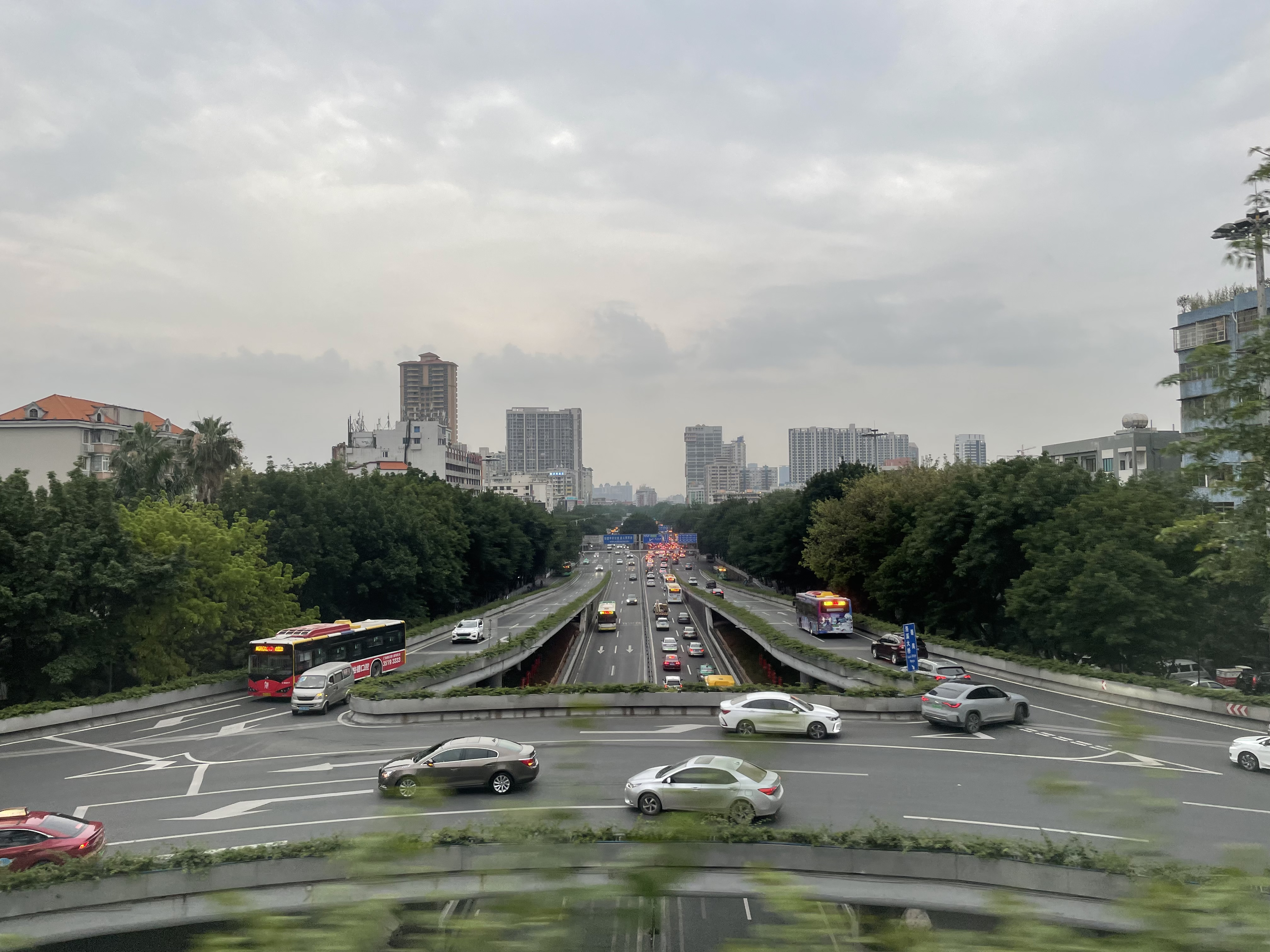
客村立交

- 金穗路
- 寺右新马路、花城大道
- 临江大道
- 广州大桥
- 客村立交：新港路

- 敦和路
- 新滘南路
- 三滘立交： 广州环城高速公路南环段、南洲路
- 洛溪大桥

## 公共交通
- 广州地铁3号线同和站、京溪南方醫院站、梅花園站
- 广州地铁5号线五羊邨站
- 广州地铁6号线沙河站
- 广州地铁10号线五羊邨站、杨箕东站
- 广州地铁11号线沙河站、上涌站

均在鄰近廣州大道位置設有出口。